# Ciclismo nos Jogos Olímpicos de Verão de 2012 - Velocidade por equipes feminino
A prova de velocidade por equipes feminino do ciclismo nos Jogos Olímpicos de Verão de 2012 foi realizada no dia 2 de agosto no Velódromo de Londres.
Kristina Vogel e Miriam Welte da Alemanha ganharam a medalha de ouro com o tempo de 32,798 segundos. A China, que vinha de obter o recorde mundial, levou uma punição na final e ganhou a medalha de prata e a Austrália levou o bronze.

## Calendário
Horário local (UTC+1)
| Dia         | Horário | Fase               |
| ----------- | ------- | ------------------ |
| 2 de agosto | 16:00   | Qualificação Final |

## Medalhistas
|  | GER Alemanha                |  | CHN China              |  | AUS Austrália                |
|  | Kristina Vogel Miriam Welte |  | Gong Jinjie Guo Shuang |  | Kaarle McCulloch Anna Meares |

## Resultados

### Qualificação
As oito melhores equipes avançaram para a primeira fase.
| Pos. | Bateria | CON               | Ciclistas                           | Resultado | Notas |
| ---- | ------- | ----------------- | ----------------------------------- | --------- | ----- |
| 1    | 5       | CHN China         | Gong Jinjie Guo Shuang              | 32.447    | Q,    |
| 2    | 4       | GBR Grã-Bretanha  | Victoria Pendleton Jessica Varnish  | 32.526    | Q,    |
| 3    | 5       | GER Alemanha      | Kristina Vogel Miriam Welte         | 32.630    | Q     |
| 4    | 4       | AUS Austrália     | Kaarle McCulloch Anna Meares        | 32.825    | Q     |
| 5    | 3       | NED Países Baixos | Yvonne Hijgenaar Willy Kanis        | 33.253    | Q     |
| 6    | 3       | FRA França        | Sandie Clair Virginie Cueff         | 33.638    | Q     |
| 7    | 2       | UKR Ucrânia       | Lyubov Shulika Olena Tsyos          | 33.708    | Q     |
| 8    | 1       | VEN Venezuela     | Daniela Larreal Mariaesthela Vilera | 34.320    | Q     |
| 9    | 1       | KOR Coreia do Sul | Lee Eun-Ji Lee Hye-Jin              | 34.636    |       |
| 10   | 2       | COL Colômbia      | Diana García Juliana Gaviria        | 34.870    |       |

### Primeira fase
As duas melhores equipes avançaram para a disputa da medalha de ouro e as equipes que finalizaram em terceiro e quarto lugar para a disputa do bronze.
| Pos. | Bateria | CON               | Ciclistas                           | Resultado | Notas           |
| ---- | ------- | ----------------- | ----------------------------------- | --------- | --------------- |
| 1    | 4       | CHN China         | Gong Jinjie Guo Shuang              | 32.422    | Recorde mundial |
| 2    | 2       | GER Alemanha      | Kristina Vogel Miriam Welte         | 32.701    |                 |
| 3    | 1       | AUS Austrália     | Kaarle McCulloch Anna Meares        | 32.806    |                 |
| 4    | 3       | UKR Ucrânia       | Lyubov Shulika Olena Tsyos          | 33.620    |                 |
| 5    | 1       | NED Países Baixos | Yvonne Hijgenaar Willy Kanis        | 33.090    |                 |
| 6    | 2       | FRA França        | Sandie Clair Virginie Cueff         | 33.707    |                 |
| 7    | 4       | VEN Venezuela     | Daniela Larreal Mariaesthela Vilera | 34.415    |                 |
| 8    | 3       | GBR Grã-Bretanha  | Victoria Pendleton Jessica Varnish  | 32.567    | REL             |

### Finais
Disputa pelo bronze
| Pos.              | CON           | Ciclistas                    | Resultado | Notas |
| ----------------- | ------------- | ---------------------------- | --------- | ----- |
| Medalha de bronze | AUS Austrália | Kaarle McCulloch Anna Meares | 32.727    |       |
| 4                 | UKR Ucrânia   | Lyubov Shulika Olena Tsyos   | 33.491    |       |

Disputa pela ouro
| Pos.             | CON          | Ciclistas                   | Resultado | Notas |
| ---------------- | ------------ | --------------------------- | --------- | ----- |
| Medalha de ouro  | GER Alemanha | Kristina Vogel Miriam Welte | 32.798    |       |
| Medalha de prata | CHN China    | Gong Jinjie Guo Shuang      | 32.619    | REL   |